# Hugo Pereira Rifo
Hugo Pereira Rifo (Traiguén, 13 de abril de 1951-Valdivia, 29 de noviembre de 2018) fue un destacado músico, organista, director coral y profesor chileno.

## Reseña biográfica
Realizó sus estudios de Pedagogía en Educación Musical en la Universidad Austral de Chile, en Valdivia, en la década de 1970. Fue miembro de diversas orquestas de cámara, como la Orquesta de Alumnos de la Facultad de Bellas Artes de la Universidad Austral. Posteriormente se especializó en teoría de la música y armonía, ámbitos en los que ejerció la docencia durante toda su carrera como profesor. Además se especializó en dirección coral y orquestal.
Fue profesor en el Colegio de Música Juan Sebastián Bach de Valdivia, donde estuvo a cargo de asignaturas teóricas como Lectura Musical y Armonía y dirigió varias orquestas de cámara infantiles y juveniles, además de la Orquesta Sinfónica Juvenil, fundada en el año 2000, en cuya primera presentación se interpretó la Primera Sinfonía de Beethoven.
Fue también docente en el colegio Windsor School de Valdivia, donde creó la Orquesta de Cámara Infantil, y en el Colegio San Luis de Alba de la misma ciudad, donde también creó una orquesta de cámara. Fue también director de la Orquesta Juvenil del Liceo R. A. Philippi de la ciudad de Paillaco, en la Región de Los Ríos.
Fue director del Coro de Adultos del Instituto Alemán de Valdivia, del Coro Rey Emanuel y del Coro de Cámara del Poder Judicial de Valdivia.
Hasta su fallecimiento fue organista titular de la Iglesia Luterana de Valdivia.